# Dmitri Wladimirowitsch Kalinin
Dmitri Wladimirowitsch Kalinin (russisch Дмитрий Владимирович Калинин; englische Transkription: Dmitri Vladimirovich Kalinin; * 22. Juli 1980 in Tscheljabinsk, Russische SFSR) ist ein russischer Eishockeyspieler, der zuletzt bis Mai 2020 beim HK Traktor Tscheljabinsk in der Kontinentalen Hockey-Liga (KHL) unter Vertrag gestanden hat. Zuvor verbrachte der Verteidiger zehn Jahre in Nordamerika und bestritt dabei über 500 Partien für die Buffalo Sabres, New York Rangers und Phoenix Coyotes in der National Hockey League. Darüber hinaus gewann er in seiner Heimat je einmal den Gagarin-Pokal mit Salawat Julajew Ufa sowie mit dem SKA Sankt Petersburg und errang mit der russischen Nationalmannschaft unter anderem drei Goldmedaillen bei Weltmeisterschaften.

## Karriere
Dmitri Kalinin stammt aus dem Nachwuchs des HK Traktor Tscheljabinsk, für den er in der Spielzeit 1995/96 sein Debüt in der Profimannschaft in der zweiten russischen Liga gab. Die Mannschaft von Traktor konnte am Ende den Aufstieg in die erste Liga feiern, sodass Kalinin in der folgenden Saison sein erstes Erstligaspiel bestritt. Den überwiegenden Teil der Saison spielte er allerdings für die Juniorenmannschaft in der dritten Liga.
In der Spielzeit 1997/98 konnte er sich in der ersten Mannschaft etablieren und wurde beim NHL Entry Draft 1998 in der ersten Runde an 18. Position von den Buffalo Sabres ausgewählt. Die Sabres holten den damals 18-Jährigen nach Nordamerika, wo er für die Moncton Wildcats, die ihn beim CHL Import Draft desselben Jahres als insgesamt dritten Spieler gezogen hatten, in der Ligue de hockey junior majeur du Québec spielte. Außerdem konnte er in seinem ersten Jahr in Nordamerika auch über zehn Einsätze bei den Rochester Americans in der American Hockey League bestreiten. In der folgenden Saison gehörte er meist dem Kader der Americans an und wurde für vier Spiele in den NHL-Kader der Sabres berufen. Er erzielte 21 Scorerpunkte und verhalf den Americans bis ins Calder-Cup-Finale. Nach der Saison wurde er durch die AHL in das All-Rookie-Team berufen.
Von der Saison 2000/01 an stand er immer im Kader der Buffalo Sabres und erzielte in seiner Rookie-Saison 22 Scorerpunkte, was ihm die Fred T. Hunt Trophäe als Rookie des Jahres der Sabres einbrachte. Seine punktreichste Saison im Trikot der Sabres hatte er 2003/04, als er mit 34 Punkten offensivstärkster Verteidiger Buffalos wurde.
Während des Lockout in der Spielzeit 2004/05 spielte er für den HK Metallurg Magnitogorsk in der russischen Superliga, kehrte aber zur Saison 2005/06 wieder nach Buffalo zurück. Aufgrund von Verletzungen konnte er nur 55 Spiele für die Sabres auf dem Eis stehen und brach sich in der zweiten Runde der Stanley-Cup-Playoffs den Fuß. Nach der Saison 2007/08 wurde sein auslaufender Kontrakt in Buffalo nicht verlängert, sodass sich Kalinin entschied im Juli 2008 als Free Agent einen Vertrag bei den New York Rangers zu unterzeichnen. Im März 2009 gaben ihn diese gemeinsam mit Nigel Dawes und Petr Průcha im Austausch für Derek Morris an die Phoenix Coyotes ab.
Nach 15 Spielen für die Coyotes entschied sich Kalinin zum Saisonende zur Rückkehr nach Russland und erhielt im Anschluss einen Kontrakt bei Salawat Julajew Ufa. In der Saison 2009/10 nahm er erstmals in seiner Karriere am KHL All-Star Game teil und wurde zum Saisonende ins First All-Star Team der Liga gewählt. In der folgenden Spielzeit gewann Kalinin mit Salawat Julajew Ufa mit dem Gagarin Cup die Meisterschaft der KHL. Im Mai 2011 wurde der Russe vom SKA Sankt Petersburg verpflichtet und gehörte in den folgenden Jahren zu den Stammverteidigern des Klubs. 2015 gewann er mit dem SKA einen weiteren Gagarin-Pokal. 2016 lief sein Vertrag aus und Kalinin wechselte innerhalb der KHL zum HK Spartak Moskau, wo er zur Spielzeit 2018/19 das Amt des Mannschaftskapitäns übernahm. Im Mai 2019 kehrte er für ein Jahr zu seinem Heimatverein, dem HK Traktor Tscheljabinsk, zurück und fungierte dort ebenso als Mannschaftskapitän.

### International
Dmitri Kalinin vertrat sein Heimatland bei neun Weltmeisterschaften, bei denen er 2002 und 2010 Silber und 2005 Bronze gewann. In den Jahren 2008, 2009 und 2012 errang er jeweils den Weltmeistertitel mit der Sbornaja. Außerdem war er Mitglied der russischen Nationalmannschaft beim World Cup of Hockey 2004, bei Junioren-Europameisterschaften und den Olympischen Winterspielen 2010.

## Erfolge und Auszeichnungen
| - 1999 CHL All-Rookie Team - 2000 Teilnahme am AHL All-Star Classic - 2000 AHL All-Rookie Team - 2008 Victoria-Cup-Gewinn mit den New York Rangers - 2009 KHL-Verteidiger des Monats Oktober - 2010 Teilnahme am KHL All-Star Game - 2010 KHL First All-Star Team | - 2011 Gagarin-Pokal-Gewinn und Russischer Meister mit Salawat Julajew Ufa - 2012 Teilnahme am KHL All-Star Game - 2013 Teilnahme am KHL All-Star Game - 2013 KHL-Verteidiger des Monats Januar - 2015 Gagarin-Pokal-Gewinn mit dem SKA Sankt Petersburg - 2018 Teilnahme am KHL All-Star Game |

### International
| - 1998 Bronzemedaille bei der U18-Junioren-Europameisterschaft - 1998 All-Star-Team der U18-Junioren-Europameisterschaft - 2002 Silbermedaille bei der Weltmeisterschaft - 2005 Bronzemedaille bei der Weltmeisterschaft | - 2008 Goldmedaille bei der Weltmeisterschaft - 2009 Goldmedaille bei der Weltmeisterschaft - 2010 Silbermedaille bei der Weltmeisterschaft - 2012 Goldmedaille bei der Weltmeisterschaft |

## Karrierestatistik
Stand: Ende der Saison 2019/20

### International
Vertrat Russland bei:
| - U18-Junioren-Europameisterschaft 1998 - Weltmeisterschaft 2002 - Weltmeisterschaft 2003 - Weltmeisterschaft 2004 - World Cup of Hockey 2004 - Weltmeisterschaft 2005 | - Weltmeisterschaft 2008 - Weltmeisterschaft 2009 - Olympischen Winterspielen 2010 - Weltmeisterschaft 2010 - Weltmeisterschaft 2011 - Weltmeisterschaft 2012 |

(Legende zur Spielerstatistik: Sp oder GP = absolvierte Spiele; T oder G = erzielte Tore; V oder A = erzielte Assists; Pkt oder Pts = erzielte Scorerpunkte; SM oder PIM = erhaltene Strafminuten; +/− = Plus/Minus-Bilanz; PP = erzielte Überzahltore; SH = erzielte Unterzahltore; GW = erzielte Siegtore; 1 Play-downs/Relegation; Kursiv: Statistik nicht vollständig)